# 1991 PH16
1991 PH16 är en asteroid i huvudbältet som upptäcktes den 7 augusti 1991 av den amerikanske astronomen Henry E. Holt vid Palomarobservatoriet.
Asteroiden har en diameter på ungefär 4 kilometer.